# Gil Evans
Gil Evans, születési nevén: Ian Ernest Gilmore Green (Toronto, 1912. május 13. – Cuernavaca, 1988. március 20.) kanadai dzsesszzongorista, hangszerelő, zeneszerző, zenekarvezető.

## Pályakép
Első zenekarát 1933-ban Kaliforniában alakította meg. A zenekar részére ő csinálta meg a hangszereléseket. Később a népszerű énekes, Skinnay Ennis kísérő zenekarává váltak. Dacára annak, hogy autodidakta volt, zongoristaként és zeneszerzőként a legmagasabb szakmai csúcsokra jutott. Tehetségének legjavát hangszerelőként nyújtotta.
A negyvenes években Claude Thornhill hangszerelője volt, és mellette  lehetősége volt különböző hangzásokat és szokatlan zenei megoldásokat kipróbálni. Thornhill világa érdekes zenei műhely volt Evans számára. Ezek döntő befolyással voltak későbbi tevékenységére.
Kedvenc mondása ez volt: a bizonytalanság az örök ifjúság titka.

## Szerzeményei
(válogatás)
- Again and Again and Again, 1956
- Alyrio, 1980
- Arab Dance, 1942
- Bilbao Song, 1959
- Bud and Bird, 1983
- Concorde, 1963
- El Toreador, 1963
- Flute Song, 1960
- Gone (= Orgone), 1958
- Hotel Me (= Jelly Roll), 1963
- Jambalangle, 1956
- La Nevada, 1959
- Las Vegas Tango, 1963
- Makes Her Move, 1959
- Petit Machins (= Eleven), 1968, Miles Davisszel
- Proclamation, 1964
- So Long, 1964
- Song #1, 1962
- Song #2, 1962
- Solea, 1959
- Spaced, 1969
- The Time of the Barracudas, 1963, Miles Davisszel
- Zee Zee, 1971